# Arhiepiscopia Râmnicului
Arhiepiscopia Râmnicului este o eparhie a Bisericii Ortodoxe Române. Are sediul în Râmnicu Vâlcea și este condusă din 2014 de arhiepiscopul Varsanufie Gogescu.
Pe 14 noiembrie 2009 a fost ridicată de la rangul de Episcopie la rangul de Arhiepiscopie.

## Episcopi
- Dionisie I (1615 - 1618(?))
- Teofil II (1619 - 1636)
- Ignatius (1636 - 1653)
- Dionisie II (1653 - 1657(?))
- Ignatius (1659 - 1668)
- Serafim (1668 - 1670)
- Varlaam (1670 - 1672)
- Ștefan I (1673 - 1693)
- Ilarion II (1693 - 1705)
- Antim Ivireanul (1705 - 1708)
- Damaschin Voinescu (1708 - 1725)
- Ștefan II (1726 - 1727)
- Inochentie (1728 - 1735)
- Clement Modoran (1735 - 1749)
- Grigorie III Socoteanu (1749 - 1764)
- Partenie II (1764 - 1771)
- Chesarie (1773 - 1780)
- Filaret (1780 - 1792)
- Nectarie (1792 - 1812)
- Galaction (1813 - 1824)
- Neofit Geanoglu (1824 - 1840)
- Nifon Rusailă (1840 - 1850)
- Calinic Antonescu (1850 - 1868)
- Inochentie Chițulescu (1869 - 1873)
- Atanasie Stoenescu (1873 - 1880)
- Iosif Bobulescu (1880 - 1886)
- Ghenadie Enăceanu (1886 - 1898)
- Atanasie Mironescu (1898 - 1909)
- Ghenadie Georgescu (1909 - 1912)
- Sofronie Vulpescu (1913 - 1918)
- Meletie Dobrescu (1918)
- Antim Petrescu (1918 - 1919)
- Alexie Șerban (1919 - 1920)
- Vartolomeu Stănescu (17 martie 1921 - 1 noiembrie 1938)
- Irineu Mihălcescu (1 noiembrie 1938 - 1 noiembrie 1939)
- Iosif Gafton (11 martie 1948 - 9 iunie 1984)[2]
- Gherasim Cristea (30 septembrie 1984 - 9 aprilie 2014)
- Varsanufie Gogescu (din 8 iunie 2014)